# Trichopsetta caribbaea
Trichopsetta caribbaea is een straalvinnige vissensoort uit de familie van botachtigen (Bothidae). De wetenschappelijke naam van de soort is voor het eerst geldig gepubliceerd in 1967 door Anderson & Gutherz.